# Leonid Ignatov
Leonid Ignatov (in macedone Леонид Игнатов?; Skopje, 4 gennaio 2002) è un calciatore macedone, attaccante del Sileks Kratovo.

## Caratteristiche tecniche
È un'ala destra.

## Carriera

### Club
Cresciuto nelle giovanili del Vardar, debutta in prima squadra il 14 settembre 2019 in occasione del match di campionato vinto contro lo Struga (3-0). Nell'agosto 2020 si accasa nell'U-19 dell'Hajduk Spalato.

### Nazionale
Il 23 settembre 2022 fa il suo debutto con la Macedonia del Nord U-21, subentra a Arda Okan Kurtulan nell'amichevole vinta contro l'Albania U-21 (3-1).

## Statistiche

### Cronologia presenze e reti in nazionale
| Cronologia completa delle presenze e delle reti in nazionale ― Macedonia del Nord under 21 | Cronologia completa delle presenze e delle reti in nazionale ― Macedonia del Nord under 21 | Cronologia completa delle presenze e delle reti in nazionale ― Macedonia del Nord under 21 | Cronologia completa delle presenze e delle reti in nazionale ― Macedonia del Nord under 21 | Cronologia completa delle presenze e delle reti in nazionale ― Macedonia del Nord under 21 | Cronologia completa delle presenze e delle reti in nazionale ― Macedonia del Nord under 21 | Cronologia completa delle presenze e delle reti in nazionale ― Macedonia del Nord under 21 | Cronologia completa delle presenze e delle reti in nazionale ― Macedonia del Nord under 21 |
| Data                                                                                       | Città                                                                                      | In casa                                                                                    | Risultato                                                                                  | Ospiti                                                                                     | Competizione                                                                               | Reti                                                                                       | Note                                                                                       |
| ------------------------------------------------------------------------------------------ | ------------------------------------------------------------------------------------------ | ------------------------------------------------------------------------------------------ | ------------------------------------------------------------------------------------------ | ------------------------------------------------------------------------------------------ | ------------------------------------------------------------------------------------------ | ------------------------------------------------------------------------------------------ | ------------------------------------------------------------------------------------------ |
| 23-9-2022                                                                                  | Čakovec                                                                                    | Macedonia del Nord under 21                                                                | 3 – 1                                                                                      | Albania under 21                                                                           | Amichevole                                                                                 | -                                                                                          | 66’                                                                                        |
| 22-11-2022                                                                                 | Larnaca                                                                                    | Serbia under 21                                                                            | 1 – 1                                                                                      | Macedonia del Nord under 21                                                                | Amichevole                                                                                 | -                                                                                          | 86’                                                                                        |
| 23-3-2023                                                                                  | Adalia                                                                                     | Macedonia del Nord under 21                                                                | 0 – 3                                                                                      | Lettonia under 21                                                                          | Amichevole                                                                                 | -                                                                                          | 46’                                                                                        |
| 5-6-2024                                                                                   | Konjic                                                                                     | Bosnia ed Erzegovina under 21                                                              | 2 – 1                                                                                      | Macedonia del Nord under 21                                                                | Amichevole                                                                                 | -                                                                                          | 46’                                                                                        |
| Totale                                                                                     |                                                                                            | Presenze                                                                                   | 4                                                                                          |                                                                                            | Reti                                                                                       | 0                                                                                          |                                                                                            |

## Palmarès

### Competizioni nazionali
- Campionato macedone: 1

Vardar: 2019-2020